# Лаха (водоспад)
Лос-Сальтос-дель-Лаха або Сальто-дель-Лаха або також званий водоспад Лаха — це чотири водоспади річки Ла Лаха, розташовані в регіоні Біобіо в Чилі. Розташований за 25 км на північ від міста Лос-Анхелес, будучи межею цього з комуною Кабреро.
Над водоспадами річка спокійна і дуже низька, але течія, її можна легко спорожнити, а вниз за течією вона скорочується до глибокого та вузького каньйону, який залишається до міста Ла-Агуада в комуні Юмбель. Звідти вона йде ще 29 км до введення своїх вод у річку Біобіо в комуні Лаха.
Навколишня флора представлена рослинністю місцевих видів болдо, глоду, мейтену, пеумо, корколена, гомілу, літре, мирта, папороті, нальки, верби та вільхи.
Лос-Сальтос-дель-Лаха є однією з найбільших туристичних визначних пам'яток для мандрівників на півдні Чилі. Наразі існує ряд туристичних послуг, таких як готелі, кемпінги, ресторани, каюти, місця для пікніка, ремесла. Також пригодницький туризм, піші прогулянки, зіплайни та велосипедні прогулянки.

## Зовнішні посилання
- Сальто-дель-лаха туристична інформація про пункт призначення
- Готель Сальто дель Лаха